# 義勇兵
義勇兵是指自願參軍的人，不是因受徵召或以傭兵、外籍兵團等身份參戰。義勇兵有時也奉召助戰外國，例如西班牙內戰期間的外籍義勇。義勇兵在募兵制中至關緊要。美國陸軍等多國軍隊之前都嚴格區分戰爭期間才入伍的「重要義勇兵」("Important Volunteers")與長期服兵役的「正規軍」。

## 美國
在美國，即使是受徵召而來的州屬民兵也被稱為「義勇兵」。美國的義勇兵和正規軍都是「美軍」。軍官在義勇部隊的軍階，並行於其在正規部隊中的軍階（如果有的話），而且通常還更高。當義勇部隊在戰後解散，同時掛這兩種軍階的軍官都會回復其「正規」軍階。例如說，在美國內戰期間的喬治·阿姆斯壯·卡斯特義勇兵少將，在戰爭結束後回復其上尉軍階（後來晉升至中校）。但義勇軍階並不是名譽性軍階，而是在義勇部隊中的層級，具相應權責。

義勇兵
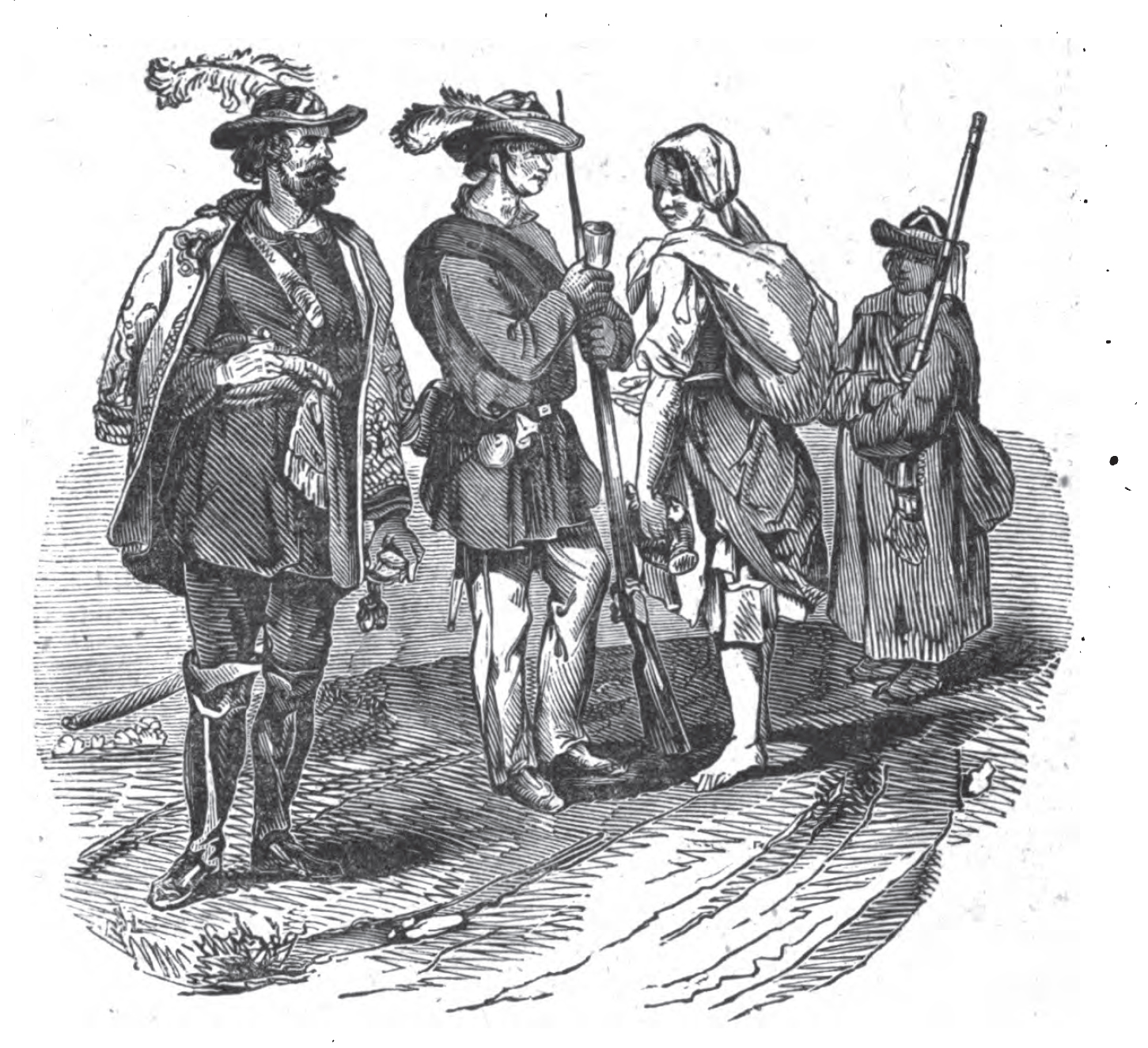
1848-1849間，參與斯洛伐克起義的斯洛伐克義勇兵
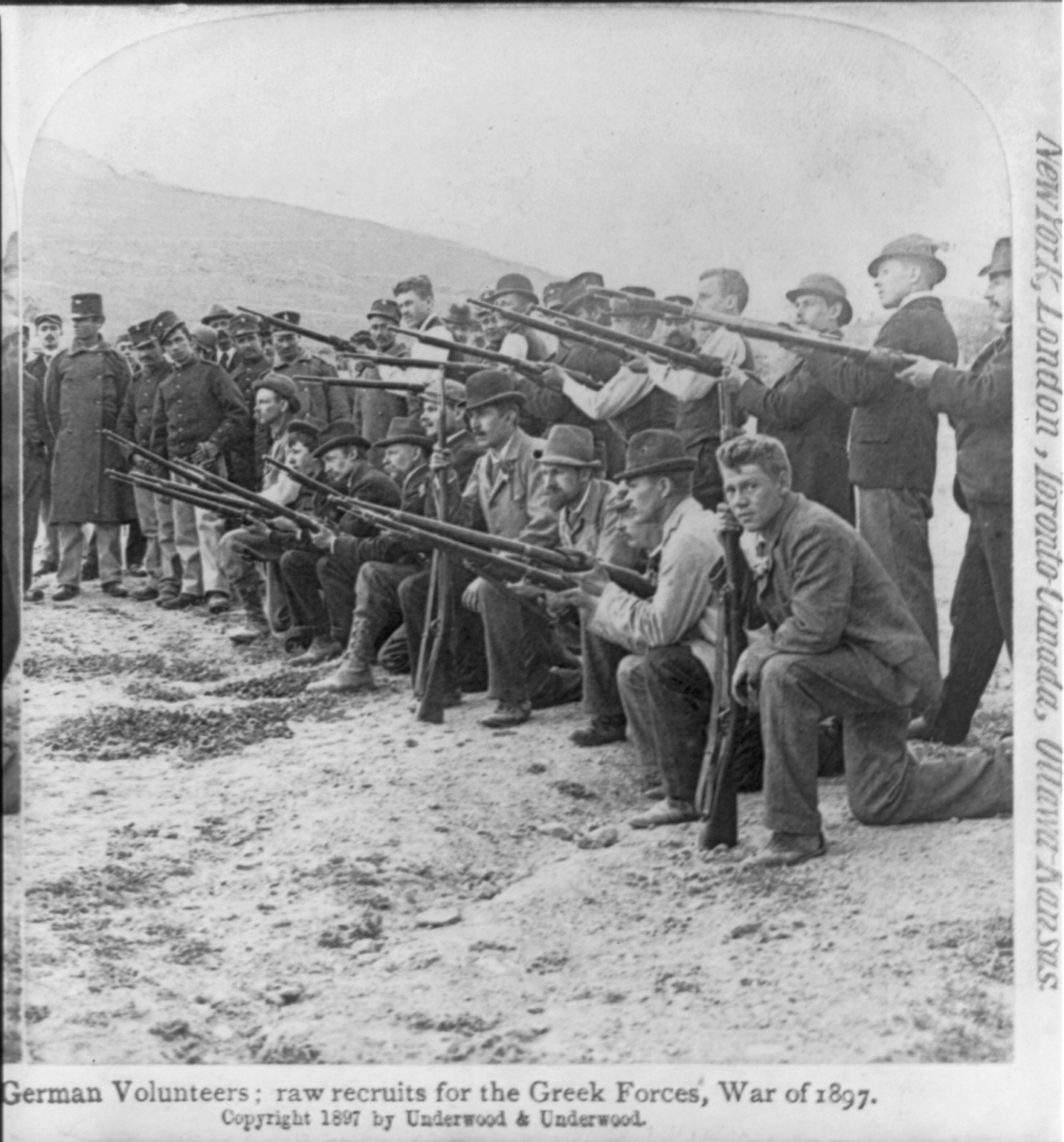
希土戰爭 (1897年)中加入希臘軍一方的德國義勇兵
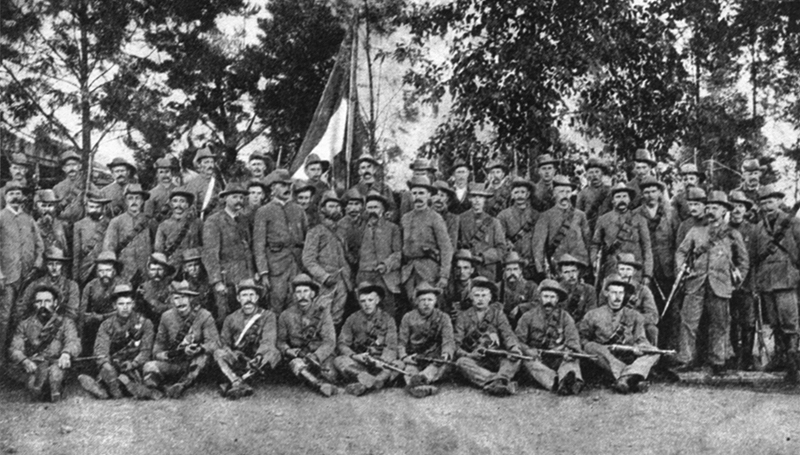
1899-1902年第二次布爾戰爭期間，加入布爾突擊隊的斯堪的納維亞義勇兵團
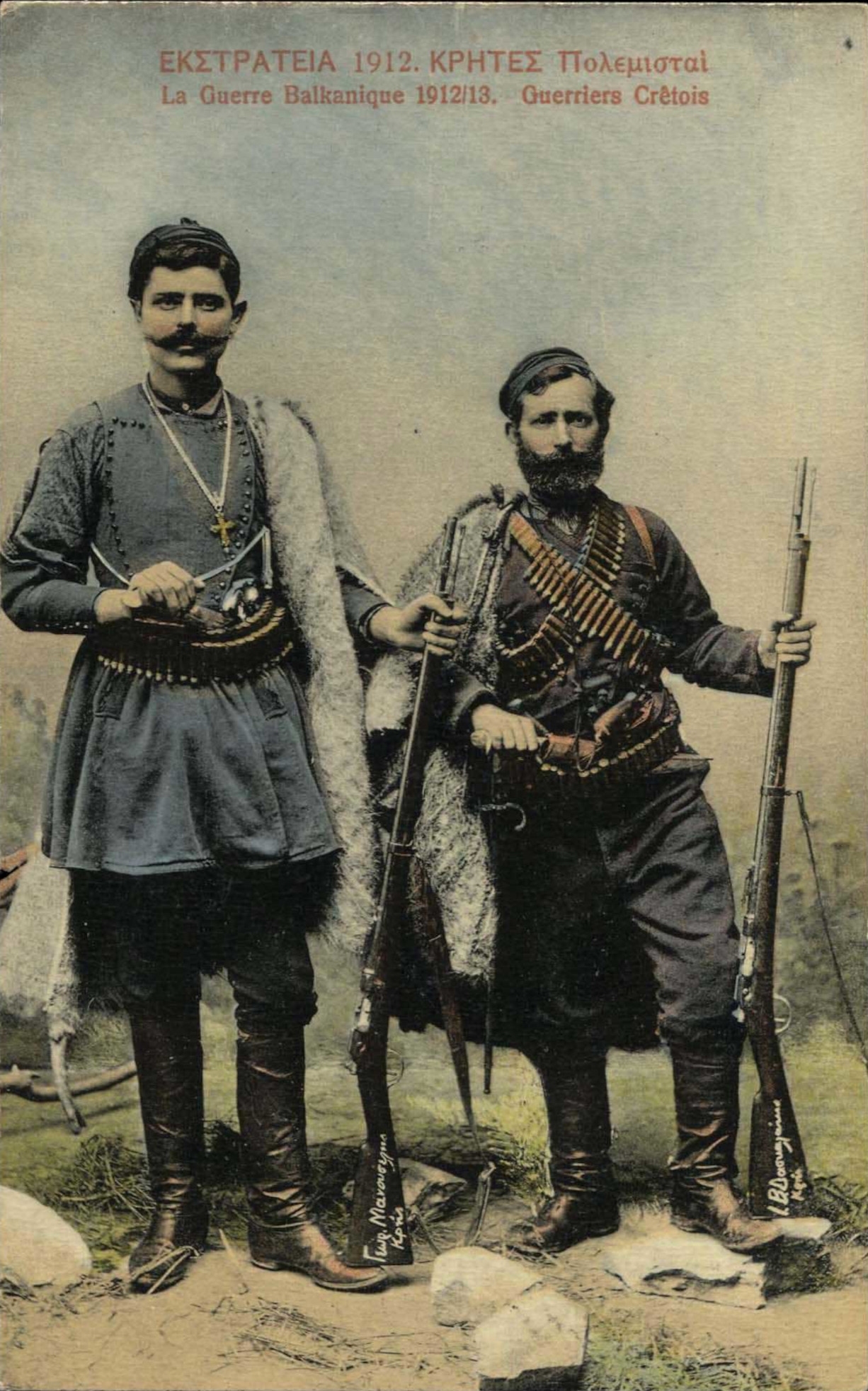
1912-1913年第一次巴爾幹戰爭期間的克里特義勇兵
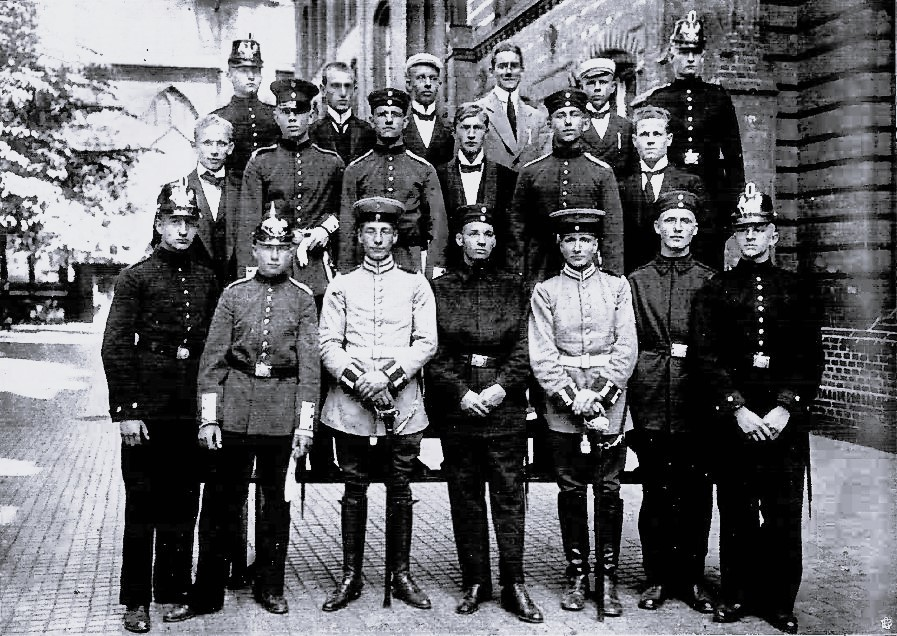
1914年八月十七日（第一次世界大戰），出自Katharineum中學的戰時義勇校前合影
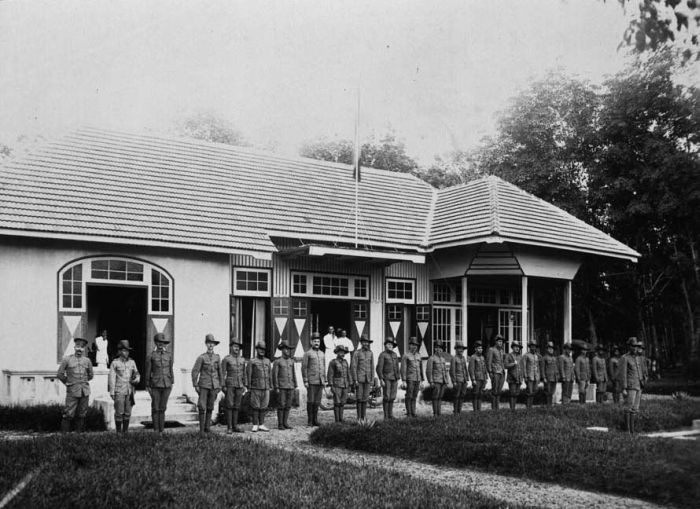
1918年駐紥於荷屬東印度的荷蘭義勇兵
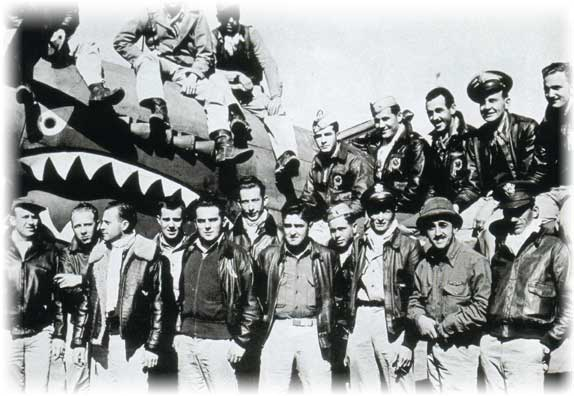
飛虎隊，第二次世界大戰時在1942-1944年間為受日軍侵略的中華民國助戰的美國義勇兵
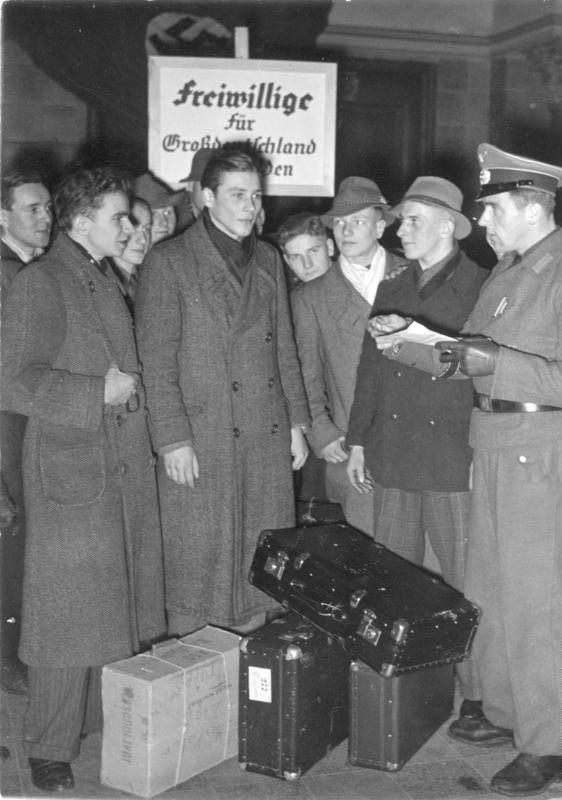
1944年二月，二戰期間，在火車站等著開赴蘇聯前線的大德意志裝甲擲彈兵師轄下德國義勇兵
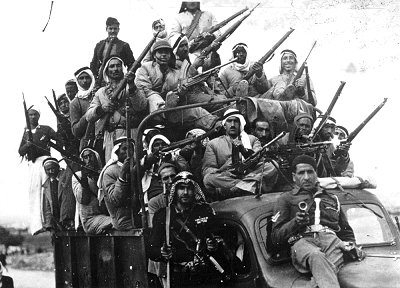
1947年，參與巴勒斯坦託管地內戰的聖戰軍內巴勒斯坦義勇兵